# Un anno, una notte
Un anno, una notte (Un año, una noche) è un film spagnolo del 2022 diretto da Isaki Lacuesta.
Il film è un adattamento cinematografico del libro Paz, amor y death metal di Ramón González. Il film è stato presentato in anteprima al 72º Festival Internazionale del Cinema di Berlino il 14 febbraio 2022 e ha vinto il premio della giuria ecumenica.

## Trama
Seguendo Ramón e Céline, sopravvissuti al massacro del teatro Bataclan, la trama va avanti e indietro tra la notte dell'attacco al Bataclan e il trauma vissuto l'anno successivo.